# Пильховский, Давид Зигмунт
Давид Зигмунт Пильховский (Пильковский; пол. Dawid Zygmunt Pilchowski; 15 декабря 1735, Гродненский повет, Трокское воеводство — 4 декабря 1803, Вильна) — польский католический епископ, викарный епископ Виленской епархии, титулярный епископ Эчино (ит.). Подданный Российской империи, анненский кавалер (1803).

## Биография
Родился в 1735 году. Шляхтич герба Рогаля. Его отец был католиком, тогда как мать происходила из числа из т.н. польских диссидентов. Несмотря на это, Пильховский получил образование у иезуитов и в дальнейшем сам вступил в этот орден. Изучал богословие в Виленской академии — предшественнице университета, управлявшейся иезуитами. 28 июня 1761 года был рукоположен в сан диакона, а 29 июня 1761 года — в сан священника. В 1766 году получил в Виленской академии степень доктора философии и магистра свободных искусств, а в 1773 году — доктора богословия.
Многие годы занимался преподаванием в той же Академии и возглавлял академическую типографию. В 1773 году орден иезуитов был распущен, а Виленская академия преобразована в Главную школу, где Пильховский, однако, сохранил должность преподавателя. Он также являлся одним из членов Эдукационной комиссии, на которую были возложены задачи по управлению учреждениями образования в Речи Посполитой и их реформированию. В 1783 году был назначен генеральным инспектором школ Великого княжества Литовского.
В 1792 году Пильховский стал каноником Виленского соборного капитула. В 1793 году отказался от предложенной ему должности ректора Главной школы. В 1793 году епископ Виленский Игнатий Якоб Масальский назначил Пильховского своим помощником.
На начальном этапе восстания Костюшко епископ Игнатий Масальский, подозреваемый в симпатиях к России, был казнён повстанцами (1794). После этого Пильховский  четыре года исполнял обязанности управляющего виленской епархией (постоянные епископ в это время не назначался). На словах поддерживал восстание, и, в частности, дал обещания бесплатно дать образование детям его погибших участников.
В 1800 году стал членом варшавского Общества друзей науки.
20 мая 1803 года (по юлианскому календарю) был награждён царём Александром I орденом Святой Анны I степени. Сохранился портрет епископа Пильковского с этим орденом. Скончался в Вильно в декабре того же 1803 года и был похоронен на кладбище при церкви Святого Стефана.